# Canton a Enderbury

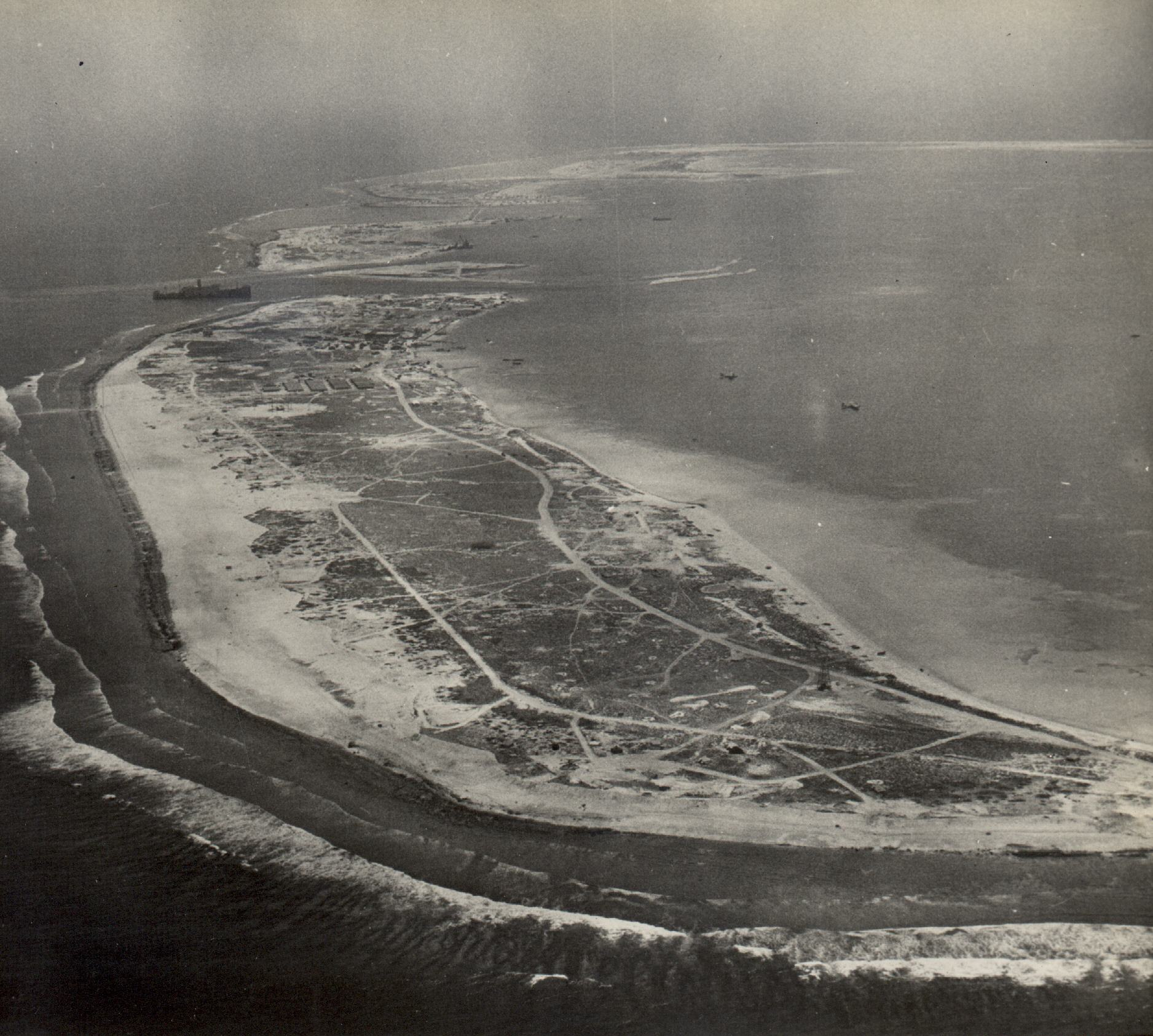
Ostrov Canton s letištěm

Canton a Enderbury bylo britsko-americké kondominium v Tichém oceánu. Tvořily je dva korálové atoly ležící ve skupině Phoenixské ostrovy, které jsou dnes součástí státu Kiribati.
Ostrov Enderbury byl objeven Angličany v roce 1823 a o rok později Američané objevili Canton (dnes Kanton nebo Abariringa), který byl v roce 1854 pojmenován podle americké velrybářské lodi, která v jeho blízkosti ztroskotala. Na základě Guano Islands Act těžili Američané na ostrovech v druhé polovině 19. století guáno, ale nárok si na ně činili i Britové. Spory se vyhrotily v roce 1936, kdy se obě země pokusily na ostrovech vysadit své občany a vyústily 6. dubna 1939 v dohodu o společné správě nad oběma ostrovy na padesát let (zbytek Phoenixského souostroví patřil pod britské Teritorium západního Pacifiku). Na Cantonu byla vybudována společná námořní a letecká základna, většinu obyvatel tvořil vojenský personál. Základna byla uzavřena v roce 1965. Po vyhlášení nezávislého Kiribati byla 20. září 1979 podepsána smlouva z Tarawy, podle které přešly ostrovy Canton a Enderbury pod jeho svrchovanost.